# Ottavio Piccolomini

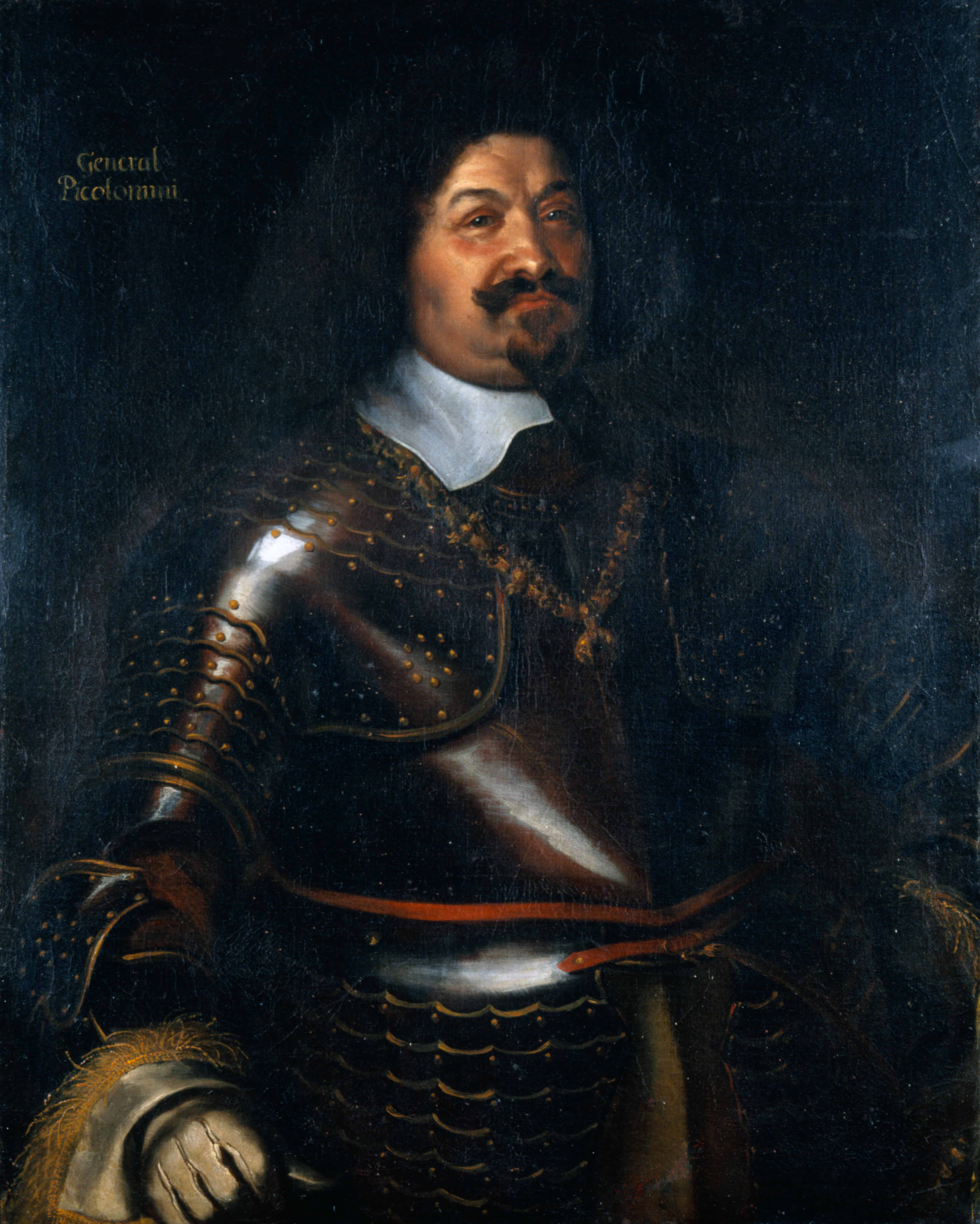
Ottavio Piccolomini, Porträt im Schloss Skokloster

Ottavio Piccolomini, auch Octavio (* 11. November 1599 in Florenz; † 11. August 1656 in Wien) war Herzog von Amalfi sowie Malteser-Ritter. Im Dreißigjährigen Krieg diente er als kaiserlicher General Wallensteins sowie Kommandeur von dessen Leibgarde, wandte sich 1634 aber gegen ihn. Kaiser Ferdinand II. belohnte ihn nach Wallensteins Ermordung 1634 mit der Herrschaft Nachod in Ostböhmen. 1650 erhob ihn Kaiser Ferdinand III. in den Reichsfürstenstand.
Ottavio Piccolomini ist nicht zuletzt durch eine der Hauptrollen in Schillers Dramentrilogie Wallenstein bis heute eine bekannte Figur geblieben.

## Herkunft und Familie
Ottavio Piccolomini entstammte dem toskanischen Familienzweig Piccolomini-Pieri des Hauses Piccolomini, der von Papst Pius II. (Enea Silvio Piccolomini) um 1450 mit der Adoption der Kinder seiner Nichte Antonia Pieri begründet worden war und 1757 mit dem gleichnamigen Ottavio Piccolomini erlosch. Ottavio Piccolominis Vater, Silvio Piccolomini (1543–1610), war Oberstkämmerer und Großfeldzeugmeister des Großherzogs von Toskana. Seine Mutter Violante Gerini entstammte einem Florentiner Patriziergeschlecht. Brüder von Ottavio waren Enea Piccolomini (1586–1619), der in kaiserlichem Kriegsdienst stand, und Ascanio Piccolomini (1597–1671), seit 1628 Erzbischof von Siena.
1636 heiratete Ottavio die Prinzessin Maria Dorotea Carolina de Ligne-Barbançon (1622–1642). In zweiter Ehe vermählte er sich 1651 mit Maria Benigna Franziska von Sachsen-Lauenburg, Tochter des Herzogs Julius Heinrich von Sachsen-Lauenburg, der ebenfalls zum engsten Umfeld Wallensteins gehörte, ihm jedoch im Gegensatz zu Piccolomini am Ende treu blieb und dafür verhaftet wurde, und der Anna Magdalena von Lobkowitz. Seine Ehen blieben kinderlos.

## Militärische Laufbahn

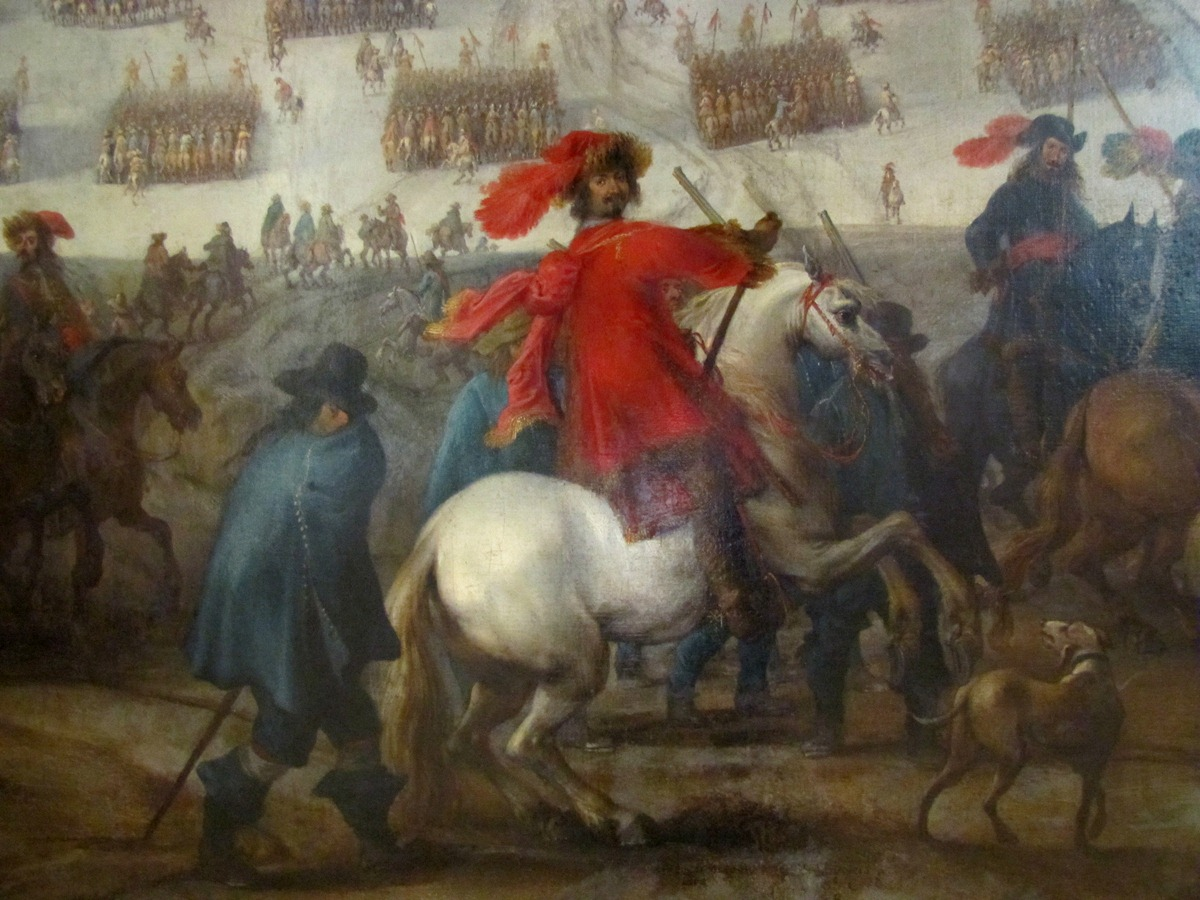
Ottavio Piccolomini. Detail aus dem Gemälde „Der Posto bei Preßnitz“ von Pieter Snayers, Heeresgeschichtliches Museum, Wien.

Piccolomini gilt als eines der besten Beispiele für den Aufstieg eines Feldherren im Dreißigjährigen Krieg, den er als einer von wenigen vom Anfang bis zum Ende mitmachte und mitgestaltete. Er trat als Siebzehnjähriger in der Lombardei in die Spanische Armee des habsburgischen Königs Philipp IV. ein. Im Jahr 1619 schützte er im Gefolge des „Florentiner Regiments“ die Stadt Wien vor den böhmischen Aufständischen unter Heinrich Matthias von Thurn und kämpfte 1620 am Weißen Berg als Rittmeister unter Bucquoy, der sein erster Lehrmeister wurde. Nach dem Tod Bucquoys 1621 trat Piccolomini in das Kürassierregiment des Grafen Pappenheim ein und stieg zum Obristleutnant auf. Mit Pappenheim zog er 1625 in den Veltlinkrieg. Während Pappenheim 1626 nach Deutschland zurückkehrte, um in Oberösterreich den Bauernaufstand unter Stefan Fadinger zu bekämpfen, blieb Piccolomini mit seiner Garnison in Mailand.

Wappen von Ottavio Piccolomini-Pieri d’Aragona

1627 trat Piccolomini als kaiserlicher Oberst in die Dienste Wallensteins. Zugleich war er Kommandant seiner Leibgarde und wurde von ihm auch mit diplomatischen Missionen betraut. Kurz vor und nach der Absetzung Wallensteins marschierte Piccolomini wieder nach Italien, wo er Truppen in den Mantuanischen Erbfolgekrieg führte. Nach dem Frieden von Cherasco im April 1631 blieb Piccolomini noch mehrere Monate als eine der Geiseln für die Sicherstellung des Friedens in Ferrara interniert und war erst im Dezember des Jahres zurück in Böhmen, als Wallenstein gerade sein zweites Generalat annahm. Bei Lützen trat Piccolomini nach dem Tod Pappenheims dessen unmittelbare Nachfolge an und ritt noch sieben Attacken, bei denen ihm fünf Pferde unter dem Sattel weggeschossen worden sein sollen, während er selbst nur leicht verletzt wurde. Nach der Schlacht bei Lützen wurde Piccolomini zum Generalwachtmeister befördert. Nach einem erfolgreichen Gefecht bei Steinau an der Oder wurde er zum General der Kavallerie ernannt.
In der Auseinandersetzung zwischen Kaiser Ferdinand II. und Wallenstein stand Piccolomini auf Seiten des Kaisers, da das militärisch-diplomatische Doppelspiel Wallensteins von seinem multinationalen Offizierskorps, besonders von den Italienern und Spaniern, am kritischsten beobachtet wurde. So unterzeichnete Piccolomini den ersten Pilsener Revers, als Rückversicherung für Wallenstein, zum Beweis der Treue seiner höchsten Offiziere. Piccolomini berichtete darüber an den Kaiserhof, wodurch er erreichte, dass Wallenstein am kaiserlichen Hof endgültig  geächtet wurde. Gleichzeitig setzte er sich gemeinsam mit Gallas, Aldringen und Marradas an die Spitze des Komplotts gegen den Generalissimus. Nachdem Wallenstein und sein Schwager Trčka ermordet worden waren, wurde Piccolomini 1634 mit dem Orden vom Goldenen Vlies, Geld und der großen Herrschaft Náchod im Nordosten von Böhmen im Wert von 215.000 Gulden belohnt.
Piccolomini war in der zweiten Hälfte des Dreißigjährigen Krieges an fast allen erfolgreichen Aktionen der Kaiserlichen beteiligt, wie etwa dem Sieg bei Nördlingen im September 1634. Ab 1635 befehligte er ein kaiserliches Hilfskorps auf Seiten der spanischen Habsburger gegen die Franzosen. Am 4. Juli 1635 gelang ihm in den Spanischen Niederlanden der Entsatz der von Franzosen und Holländern belagerten Stadt Löwen. 1636 drang er gemeinsam mit Johann von Werth in Nordfrankreich ein, erzwang den Übergang über die Somme, nahm Compiègne ein und bedrohte Paris. Diese Chance wurde jedoch strategisch nicht genutzt. Seinen größten Schlachtenerfolg errang Piccolomini am 17. Juni 1639 bei Diedenhofen in Lothringen, wo er ein französisches Heer unter Maréchal Feuquières vernichtend schlug. Für diesen Sieg in einer der letzten großen Schlachten des Dreißigjährigen Krieges wurde er vom spanischen König Philipp IV. (als König von Neapel dieses Namens der III.) mit dem Herzogtum Amalfi belohnt und belehnt.
Im Herbst 1639 wurde Piccolomini wieder nach Böhmen beordert, um Erzherzog Leopold Wilhelm gegen die Schweden zu unterstützen. Dabei gelang es ihm, Anfang 1640 die Schweden unter Banér wieder aus Böhmen zu vertreiben, und im Herbst Höxter an der Weser zu erobern.
Anfang 1641 unternahm Banér einen überraschenden Vorstoß auf den in Regensburg tagenden Reichstag. Die Verteidigung der Stadt war gerade noch rechtzeitig durch das kaiserliche Infanterieregiment Suys und bayerische Kavallerie verstärkt worden, außerdem brach einen Tag nach dem Eintreffen der Schweden vor der Stadt am 22. Januar 1641 das Eis der Donau, sodass ein Angriff unmöglich wurde. Zunächst planten die Kaiserlichen einen Angriff auf das als schwächer angesehene französisch-weimarische Heer, das gleichzeitig und ohne Koordination mit Banér plündernd durch Franken zog. Am 19. und 20. Februar wurde jedoch in Regensburg der Plan für einen überraschenden Angriff auf Banér entwickelt. Eine große Anzahl Reiter sollte unter Geleen von Süden her auf Banérs Lager in Cham vorstoßen, während Piccolomini und Franz von Mercy gleichzeitig die Schweden durch das Regental von Westen aus in die Zange nehmen wollten. Die Sammlung der Truppen wurde zwar nicht von den Schweden bemerkt, aber Geleen hatte ein kaiserliches Schreiben fälschlicherweise als Vorverlegung des Angriffs um einen Tag gedeutet und traf am 18. März nahe Banérs Lager ein, ohne auf Piccolomini zu stoßen. Die Schweden brachen am nächsten Tag hektisch auf, um sich nach Böhmen abzusetzen. Kaiserliche und Bayern nahmen die Verfolgung auf, dabei wurde Piccolomini in Neunburg vorm Wald vom schwedischen Obristen Erik Slang aufgehalten, den die kaiserlich-bayerische Vorhut unter Kaspar von Mercy in der Stadt eingeschlossen hatte und der dort mehrere Tage aushielt, bis man ihn zur Kapitulation zwang. Die Verbündeten nahmen 2000 Schweden gefangen, aber der „schwedische Leonidas“ Slang gab Banér, der weitergezogen war und keinen Entsatz versucht hatte, einen entscheidenden Vorsprung. Geleen und Piccolomini holten Banér am 27. März noch in einem Rückzugsgefecht bei Preßnitz in Böhmen ein und fügten den Schweden eine Niederlage zu, die weitere 4000 Mann verloren; der Kern der schwedischen Armee konnte aber entkommen.
Als Piccolomini im Mai 1641 gemeinsam mit den kurbayerischen Truppen unter Graf Joachim Christian von der Wahl die Schweden durch Anhalt hindurch verfolgte und das kleine Land sehr schonend behandelte, lud Fürst Ludwig I. von Anhalt-Köthen beide Heerführer nach Köthen ein und nahm Piccolomini wahrscheinlich noch im Sommer 1641 in die Fruchtbringende Gesellschaft auf. Er verlieh ihm den Gesellschaftsnamen der Zwingende und das Motto zu entwaffnen. Als Emblem wurde ihm die kleine Mondraute (Lunaria annua L.) zugedacht. Im Köthener Gesellschaftsbuch findet sich Piccolominis Eintrag unter der Nr. 356. Dort ist auch das Reimgesetz verzeichnet, mit welchem er sich für die Aufnahme bedankt:
Die Kleine Monraut’ ist in wundersamen preis’

Jn dem sie manchem hengst die eisen rabgerißen:

Der Zwingend’ ich daher und Zu entwafnen heis’,

Hab’ iederZeit den feind Zu zwingen mich beflißen

Und Zuentwafnen ihn: Jm werck’ ich es erweis’

Er hat, gezwungen, mir bißher noch weichen müßen.

Doch nein, ich Zwing’ ihn nicht: Gott ist es der den Zwingt,

Der mit der waffen macht auf meinen keyser dringt.

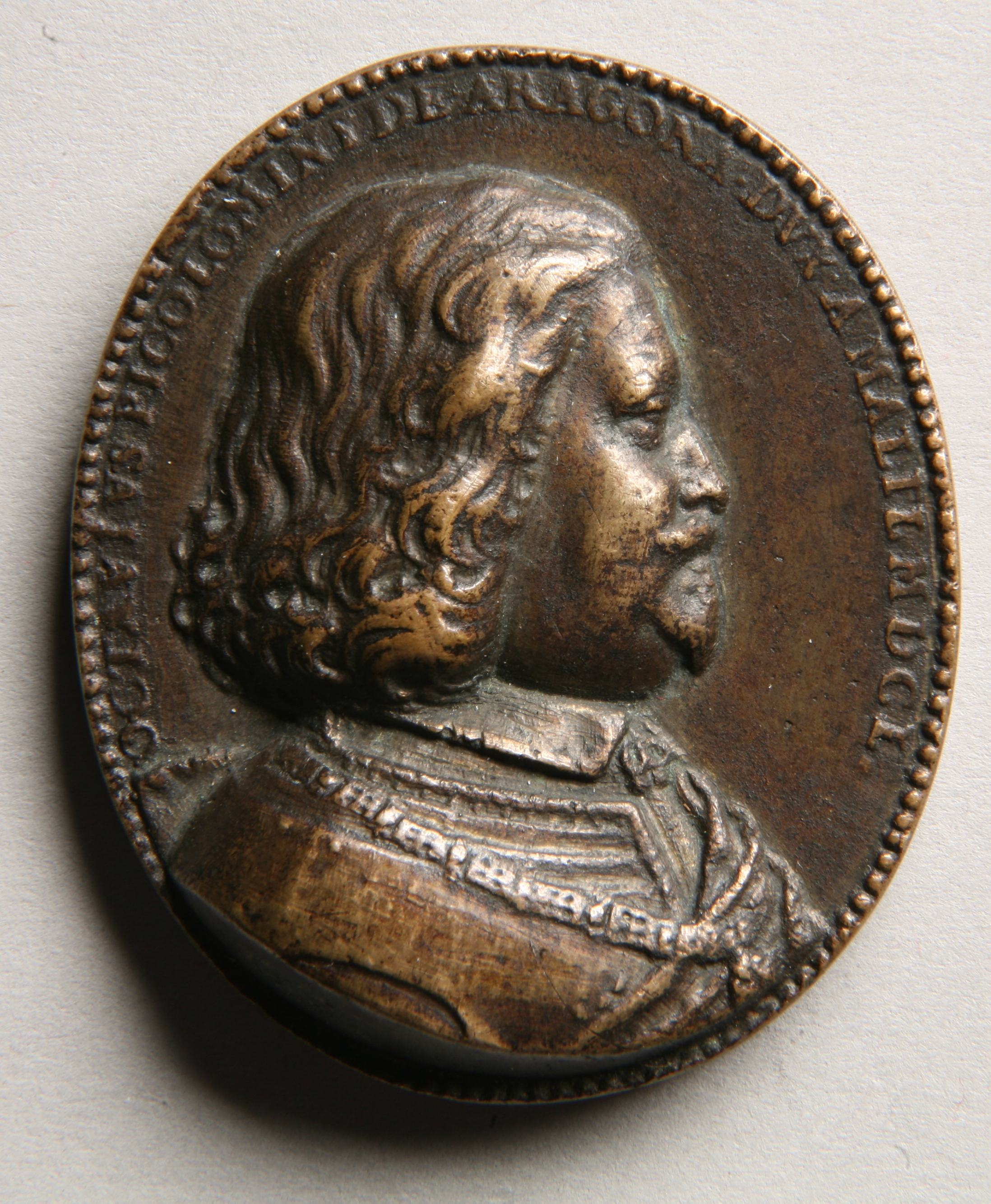

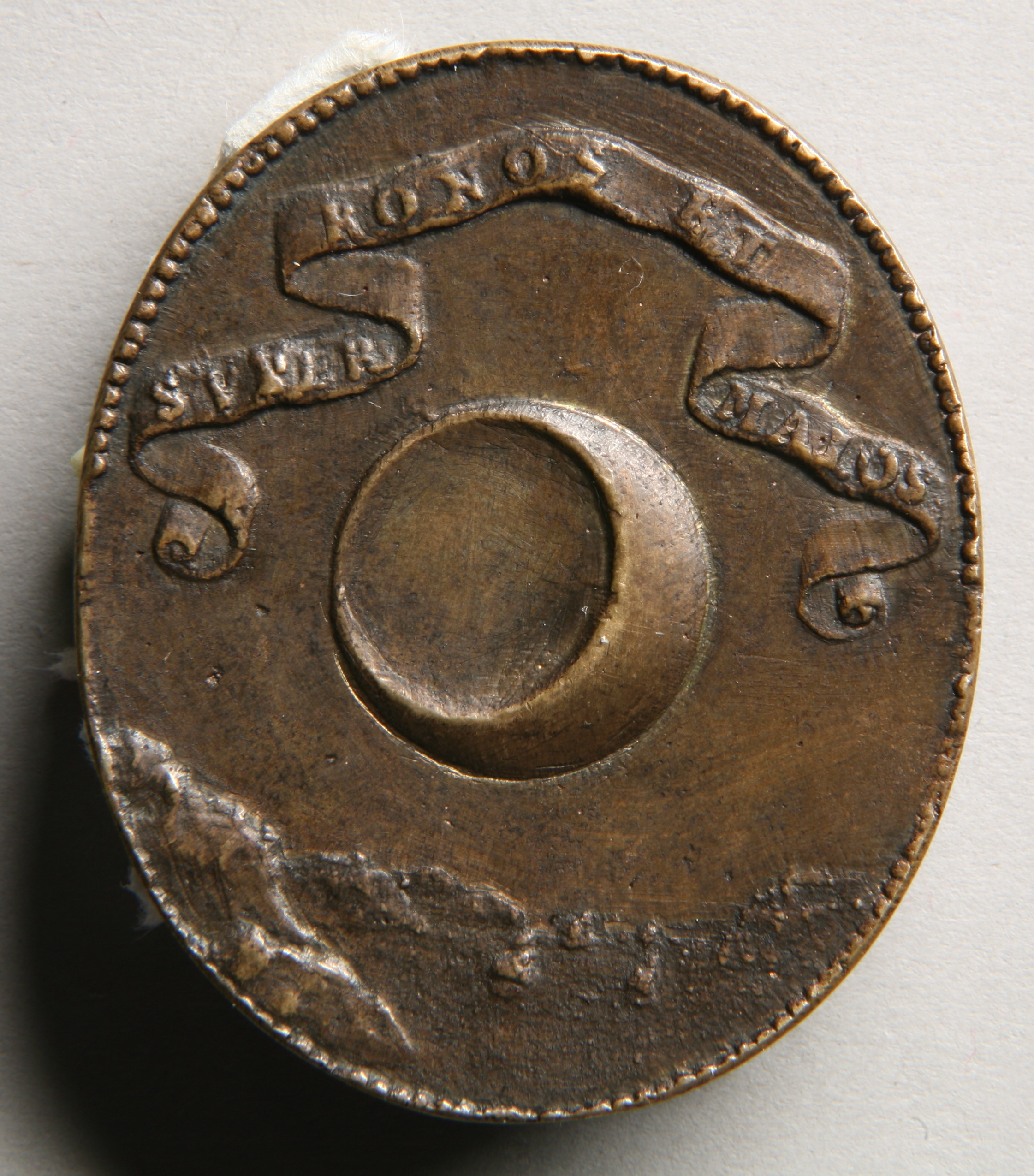

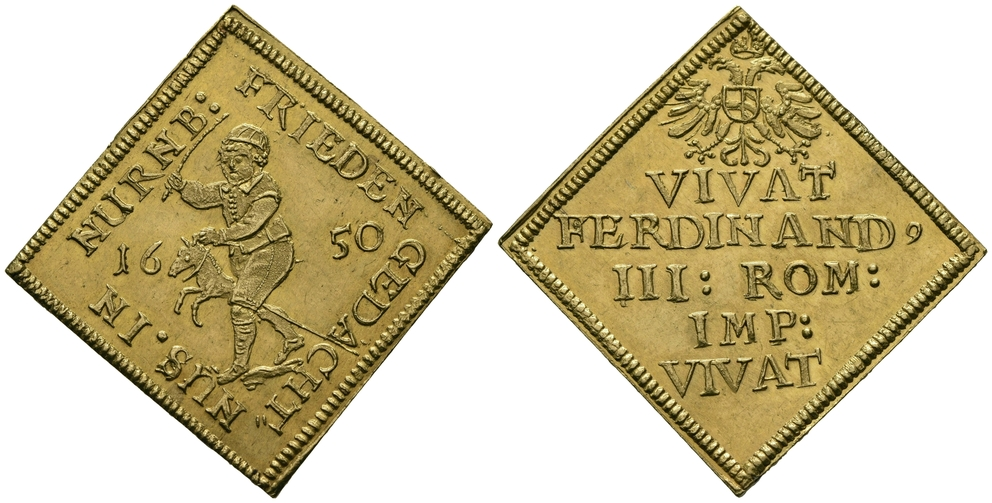
Reichsstadt Nürnberg, Steckenreiter, ein Goldabschlag (Dukaten) von den Stempeln der Silberklippe von 1650 auf den Westfälischen Frieden. Die Klippen ließ Piccolomini fertigen.

1642 befehligte Piccolomini unter Leopold Wilhelm in Mähren und Schlesien gegen Torstensson. Nach mehreren habsburgischen Niederlagen, besonders nach der Niederlage am 2. November 1642 in der Zweiten Schlacht bei Breitenfeld, in der große Verluste an Soldaten zu beklagen waren und auch die Kriegskasse verlorenging, legte zunächst Leopold Wilhem den Oberbefehl nieder. Piccolomini übernahm als dessen Stellvertreter zunächst interimsweise das angeschlagene Heer, entsetzte Anfang 1643 noch das von den Schweden belagerte Freiberg in Sachsen und legte dann ebenfalls das Kommando nieder, um in spanische Dienste zu treten. Ab 1644 kämpfte er auf deren Seite in den Südlichen Niederlanden. Sein Erfolg dort hielt sich aufgrund unzureichender Vollmachten und Ressourcen in Grenzen, nach einigen Misserfolgen verlief erst der Feldzug von 1647 günstiger für das spanische Heer. Als man ihn im gleichen Jahr nach Spanien abberufen wollte, bat Piccolomini Ende 1647 um seinen Abschied.
Im letzten Kriegsjahr 1648 erhielt er endlich den langersehnten Oberbefehl über die kaiserliche Armee und übernahm noch für kurze Zeit als Nachfolger des gefallenen Generals Holzappel das Kommando über die kaiserlich-bayerischen Streitkräfte. Er stoppte zunächst zusammen mit den Bayern unter Hunolstein den Vormarsch der schwedisch-französischen Armee am Inn und konnte im Oktober den feindlichen Kräften durch Reiterverbände unter Werth und Enkevort in der Schlacht bei Dachau eine letzte Niederlage beibringen. Während sich das gegnerische Heer über den Lech zurückzog, sandte Piccolomini noch Verstärkung für das von den Schweden belagerte Prag nach Böhmen, die durch das baldige Kriegsende nicht mehr zum Einsatz kam.
1649/1650 nahm Piccolomini als kaiserlicher Hauptgesandter (Prinzipal-Kommissarius) am Nürnberger Exekutionstag teil, welcher über die Demobilisierung der auf Reichsboden befindlichen Söldnerheere verhandelte. 1650 erhob ihn Kaiser Ferdinand III. für die hier erworbenen Verdienste in den Reichsfürstenstand und setzte die Aufnahme Piccolominis mit Sitz und Stimme auf dem Reichstag durch. An seine Tätigkeit in Nürnberg erinnert der sogenannte Steckenreiter, eine Gedenkmünze der Reichsstadt Nürnberg von 1650 zum Abschluss des Exekutionstags, die Piccolomini angeblich selbst hat fertigen lassen.
Im Alter von 57 Jahren starb Piccolomini bei einem Reitunfall am 11. August 1656, als er einem Bauern, der unter einen umgestürzten Heuwagen geraten war, zu Hilfe kommen wollte, dabei über einen Graben setzte und selbst stürzte. Er hinterließ keine Nachkommen. Sein Leichnam wurde in der Servitenkirche beigesetzt. Er verwahrte sich aber gegen ein Grabmal. Die Herrschaft Nachod sowie den Reichsfürstenstand erbte sein Großneffe Enea Silvio aus der Linie Piccolomini-Pieri, die 1757 mit Ottavio Piccolomini (II.) erlosch.
Piccolomini galt als hervorragender Soldat und Befehlshaber, der sich besonders in der Organisation, Versorgung und Wiederaufrichtung von Heeren hervortat. Nach Lothar Höbelt war er der wohl fähigste Offizier, der Kaiser Ferdinand III. in seiner Regentschaft zur Verfügung stand. Gleichzeitig erlebte er schon zu Lebzeiten aus Kreisen des Hofes, der Spanier, anderer Militärs oder der Reichsstände typische Abwertungen und Anfeindungen gegenüber Ausländern, besonders Italienern.

## Herrschaft Nachod

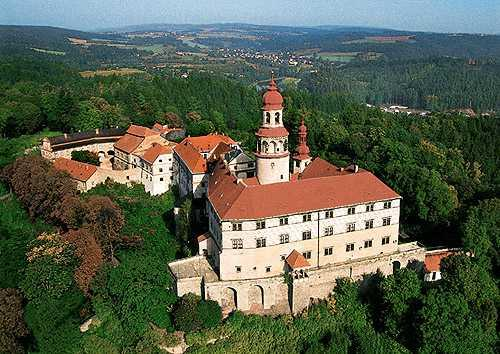
Schloss Nachod

Am 4. Mai 1634 erhielt Ottavio Piccolomini die vorher vom Kaiser konfiszierte Herrschaft Nachod zusammen mit der Herrschaft Rýzmburg (Riesenburg) und Třebešov (Trebeschau). Da Piccolomini während des Krieges nicht in Nachod anwesend sein konnte, ernannte er seinen Beichtvater, den italienischen Priester Paolo Orsini, zum Administrator und den Italiener Domenica Brunacci zum Befehlshaber. 1636 erwarb er von den Prager Serviten Miskolezy mit dem Vorwerk Ùjezd. 1637 verkaufte ihm der kaiserliche Oberst Stephan de Veruene de S. Mauritio Vestec (Westetz) und Heřmanický Dvůr (Hermanitz), die vorher den nach der Schlacht am Weißen Berg enteigneten Strak von Nedabilitz (Strakové z Nedabylic) gehört hatten. 1641 erwarb er von Peter Strak von Nedabilitz Šonov. Diese Ortschaften schlug Piccolomini ebenfalls seiner Herrschaft Nachod zu. 1642 erlangte er vom Kaiser die Erlaubnis, die Herrschaft Nachod zu einem Familienfideikommiss umzuwandeln. Außerdem erbat er die Genehmigung, sein Testament in Latein verfassen zu dürfen, da er weder Deutsch noch Tschechisch beherrschte. Deshalb verlangte er auch, dass ihm alle Eingaben seiner Untertanen und der Stadt Nachod in lateinischer Übersetzung vorzulegen sind. 1644 gewährte der Kaiser auf Piccolominis Bitten der Stadt Nachod einen Jahrmarkt am Donnerstag (Tučný čtvrtek) vor Aschermittwoch sowie einen wöchentlichen Getreide- und Viehmarkt.
Nach seiner Wiederverheiratung 1650 wählte Ottavio Piccolomini das Schloss Náchod zu seinem Sommersitz. Es wurde 1651–1655 um den Piccolominibau erweitert und barockisiert. Die Bauleitung oblag Carlo Lurago, das zeitgemäße Befestigungskonzept des Schlosses entwarfen Giovanni Pieroni und Jan van der Croon.
Als strenger Katholik verfolgte Piccolomini die Rekatholisierung der Stadt und Herrschaft Nachod. Bereits 1642 hatte er den Italiener Antonio Liscutini zum Nachoder Dekan ernannt, der dem Amt jedoch wegen Sprachschwierigkeiten nicht gewachsen war. Deshalb setzte Piccolomini zwei Jesuiten ein. Nachdem diese bis Ende 1650 das gesetzte Ziel – die Rückführung der Untergebenen zum katholischen Glauben – nicht erreicht hatten, stellte er ihnen Militär zur Verfügung. Zahlreiche Bewohner, die zur Konversion nicht bereit waren, flüchteten deshalb in die benachbarten schlesischen Herzogtümer. Die Jesuiten blieben in Nachod bis Mai 1654. Die weitere Rekatholisierung sollte durch die Kapuziner erfolgen. Für sie wollte Ottavio Piccolomini seit 1651 in Nachod am Glatzer Tor (Kladskà brana) ein Kloster errichten. Die Pläne wurden 1656 von Carlo Lurago erstellt, konnten aber wegen Ottavios Tod nicht mehr realisiert werden.

## Mäzenatentum
Piccolomini war nicht nur ein erprobter Heerführer im Dienst der österreichischen und spanischen Habsburger, sondern auch ein kunstliebender Mensch, der überall Gemälde ankaufte. Während seines Aufenthaltes in Brüssel, wo der Kardinalinfant residierte, zahlte der Feldherr im Jahre 1639 dem Maler Daniel Seghers die hohe Summe von 2162 Pattacons für Gemäldeankäufe. Weitere Kontakte pflegte Piccolomini zu dem mit Rembrandt befreundeten Maler Jan Lievens, zum kaiserlichen Kammermaler Cornelius Suttermans und zum norddeutschen Maler Wolfgang Heimbach. Besonders herausragend sind jedoch die Kontakte zum flämischen Schlachtenmaler Pieter Snayers, bei dem er zwölf großformatige Schlachtengemälde für sein Schloss Nachod bestellte. Piccolomini gab dabei die genaue Bildgröße an und erteilte exakte Anweisungen für die Darstellung der beteiligten Truppenteile, so dass die Gemälde durchaus dokumentarischen Wert besitzen. Diese so genannte „Piccolomini-Serie“ stellt die größten Erfolge des Feldherren auf den Schlachtfeldern des Dreißigjährigen Krieges dar. Heute befindet sie sich im Heeresgeschichtlichen Museum in Wien. Ottavio Piccolomini unterstützte den Servitenorden. So trug er zum Neubau der Wiener Servitenkirche, in der sich auch sein Grab befindet, hohe Geldbeträge bei.

## Dramenfigur
In Schillers Wallenstein ist die Rolle von Piccolominis Sohn Max Piccolomini poetische Fiktion. Allerdings hatte Ottavio Piccolomini zunächst seinen (entfernten) Neffen Joseph (Giuseppe) Silvio Max Piccolomini adoptiert und zum Erben vorgesehen, der jedoch als Oberst eines kaiserlichen Kürassierregiments gegen die Schweden noch zu Lebzeiten Ottavios in der Schlacht bei Jankau am 6. März 1645 fiel. Im Mittelteil von Schillers Trilogie, Die Piccolomini, spielen Vater und Sohn die Hauptrollen: Während Max um die Tochter Wallensteins wirbt, intrigiert sein Vater Octavio gegen diesen und bewegt den Oberst Buttler zum Abfall vom Generalissimus, indem er behauptet, Wallenstein habe einst Buttler ermuntert, in Wien um seine Erhebung zum Reichsgrafen nachzusuchen, während er dies zugleich dort hintertrieben habe, um Buttler gegen den Kaiser einzunehmen. Buttler, dem Octavio die Anweisung gibt, Wallenstein zu verhaften, tritt sodann als der eigenmächtige Initiator der Ermordung Wallensteins auf, lässt dessen Getreue und ihn töten, Max stürzt sich in ein aussichtsloses Gefecht und fällt. Der dritte Teil der Dramentrilogie, Wallensteins Tod, endet mit der Übergabe eines Briefs mit kaiserlichem Siegel durch einen Kurier an Octavio, auf dem steht: „Dem Fürsten Piccolomini“. (Regieanweisung: „Octavio erschrickt und blickt schmerzvoll zum Himmel. Der Vorhang fällt.“)